# دمشقة

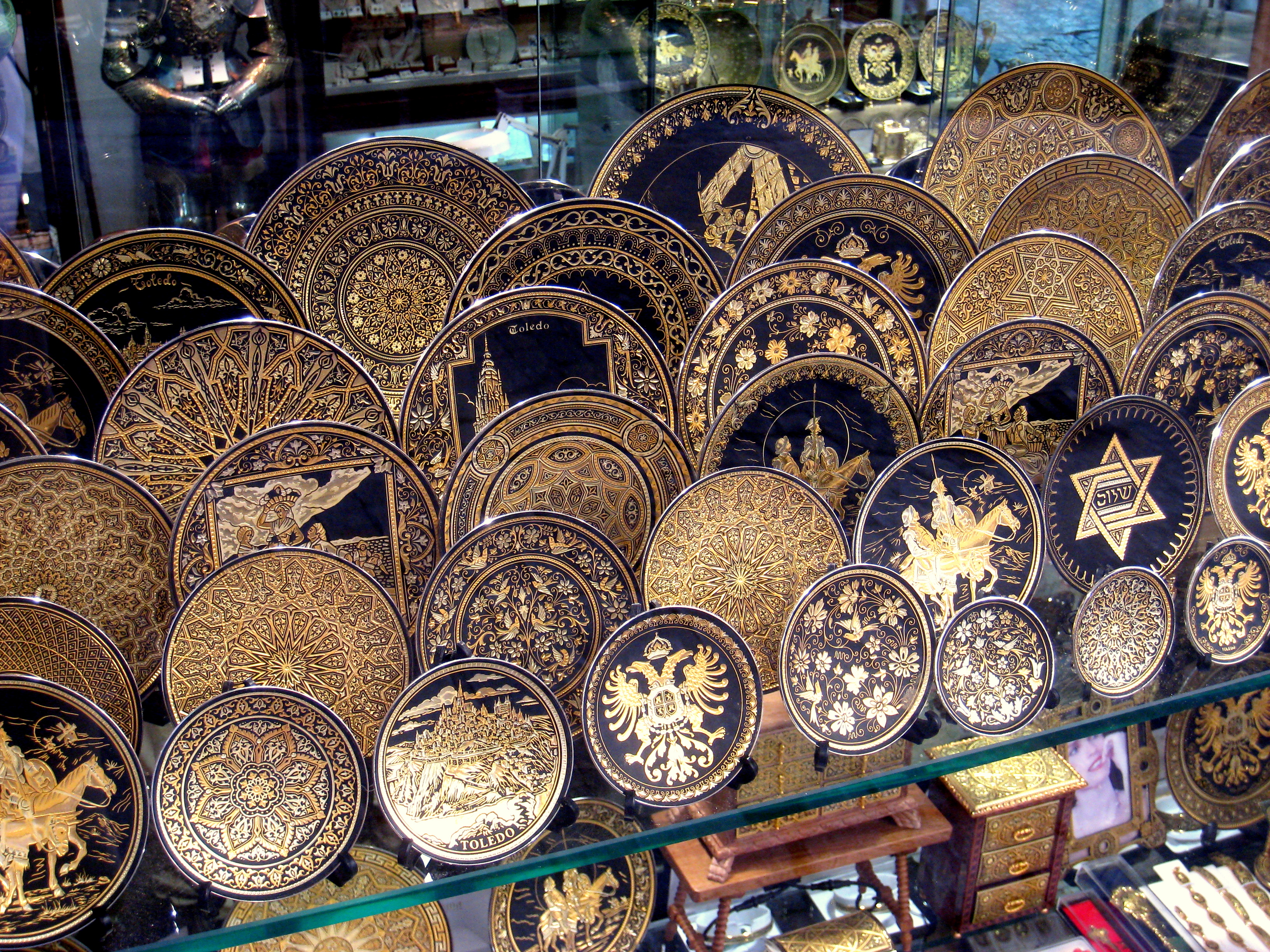
بعض الأمثلة عن الأشياء المدمشقة.

الدَمْشَقة هي فن تطعيم معادن مختلفة في بعضها لإنتاج أنماط معقدة مشابهة للتكفيت. عادة يستخدم الذهب أو الفضة في خلفية فولاذية مؤكسَدة داكنة. يأتي المصطلح من التشابه الملحوظ مع أنماط النسيج الغنية بالحرير الدمشقي. يستخدم المصطلح أيضاً لوصف استخدام الوصلات النحاسية المُطعَّمة في الدارات المتكاملة.

## روابط خارجية
- Demonstration of the technique as practiced in Toledo, Spain
- El Arte de Toledo
- Chisholm, Hugh, ed. (1911). "Damascening" . Encyclopædia Britannica (بالإنجليزية) (11th ed.).
- Special Presentation: What is Gold Damascening? at Forgotten Weapons
- Artisan plates of damascene نسخة محفوظة 5 نوفمبر 2019 على موقع واي باك مشين.
- Fujii Yoshitoyo Japanese Damascene 24K Gold Dragon Iron Box